# منوچهر قراگوزلو
منوچهر قراگوزلو سیاست‌مدار ایرانی بود، که در  دوره نوزدهم به‌عنوان نماینده حوزه انتخابیه همدان در مجلس شورای ملی حضور داشت. او همچنین دو مرتبه طی سالهای ۱۳۴۰ و ۱۳۴۴ تا ۱۳۴۵ ریاست فدراسیون کشتی ایران را بر عهد داشت.

## زندگی‌نامه
منوچهر قراگوزلو فرزند میرزا تقی‌خان و برادرزاده بهاءالملک، در ۱۳۰۴ ه‍.خ در همدان متولد شد. پس از انجام تحصیلات ابتدائی به اروپا رفت ولی تحصیلات دانشگاهی را نیمه تمام رها کرد و به ایران بازگشت.
پس از ورود به ایران وارد دربار شد. در دوره نوزدهم به نمایندگی از همدان به مجلس شورای ملی رفت و پس از آن مدتی ریاست سازمان تربیت بدنی  و  طی سالهای ۱۳۴۰ و ۱۳۴۴ تا ۱۳۴۵ ریاست فدراسیون کشتی ایران را بر عهد داشت. را بر عهده داشت. 